# ×××HOLiC
《×××HOLiC》是日本漫畫家團體CLAMP創作的日本漫畫作品。與同期連載的《TSUBASA翼》是相同的平行世界觀，劇情互相交錯。於《週刊Young Magazine》2003年13號至2010年16號期間連載，後轉至《别册少年Magazine》於2010年7月號至2011年3月號期間連載，單行本全19卷。
故事講述能看見非人類存在的四月一日君尋，進入了別名為次元魔女並自稱為壹原侑子所擁有的能夠實現任何願望的店，在侑子的店面兼職遭遇各種奇異事件的經歷。本作在2005年劇場版上映，於2006年、2008年二度作成動畫，Animax HK取得動畫的版權在香港播放。
2025年4月開始恢復連載《×××HOLiC・戻》。

## 故事簡介
|  | 這世上有許多不可思議的事，不管是再古怪、再稀奇的事，一旦沒有人、一旦沒有人看見、一旦與人無關的話，就只不過是現象，瞬間即逝的事...，只有，人類...才是這世上最神秘又不可思議的生物──── |

四月一日君尋進入了別名為次元魔女並自稱為壹原侑子所擁有的能夠實現任何願望的店。侑子說只要四月一日能付出對等的代價，就可以幫助他實現－“可以讓你看不見妖怪，而且，讓妖怪不受你的血所吸引”的願望。因此四月一日答應侑子的條件，侑子便開出讓四月一日在其店中打工作為代價，直到時數足以實現願望。打工期間，四月一日遇到各式各樣不可思議的事，與當中的人、妖怪、客人接觸後，在心理上有很大的轉變，特別是侑子的影響。
|  | 世界上有許多不可思議的事，那家店也是其中之一。那裡是能夠實現願望的店，自行停止時間的店主繼承，經手秘密委託的地點。那家店確實存在，可是不對所有生物開放。有緣時，只有有緣的生物能夠...得知、造訪、見到閉門不出的店主。 |

## 登場角色

### 主要角色
壹原侑子（聲：大原沙耶香（日本）；陳季霞（台灣）；郭碧珍（香港））
本作的主角。本人表示這個名字是假名，真實身份及年齡不詳。被稱為「次元的魔女」、「極東的魔女」，對咒術和妖怪等的知識相當淵博，除此之外也對漫畫、戲劇相當瞭解。
擁有非常的強大魔力，經營著一間能夠實現人們的願望的店，但必須收取與願望對等的代價。具有不可思議的能力，熟悉占卜、咒術等超自然力量以及非人的存在的相關知識，在這方面也擁有極廣的人脈。《TSUBASA翼》中，祭司雪兔說過侑子和他一樣擁有「月」的力量。
侑子所創造的能實現願望的店，存在於「既在這裡又不在這裡」的地方，能夠進去的只有需要這家店的人，而不需要這家店的人根本就沒辦法看到這家店，也就是侑子常說的「必然」。侑子曾說這家店是為了「以後的事」、「兩個世界和兩個未來」所建的。
與創造「庫洛牌」的庫洛·里德是同業的故知，稱他為「陰險的眼鏡仔」。
據四月一日所說，侑子從來不穿同樣的衣服兩次（除了接見《TSUBASA翼》的人物時）。代表的生物是蝴蝶，此元素常在侑子的服裝、法術中出現。
相當喜愛喝酒和品嚐美食，經常使喚四月一日準備酒和小菜，在美食和酒面前會變得相當孩子氣。喜歡拎著一根長煙斗抽菸。愛用的辭典是「講談社國語辭典桌上型第二版」，說話時經常會引用辭典的內容。口頭禪是「這個世上沒有什麼偶然，有的只有必然。」（這句話在《庫洛魔法使》動畫第44集中小櫻哥哥和觀月老師也一起說過）。
常常要四月一日跑腿、捉弄四月一日，還常常要煮好吃的給她，但其實是要磨練他。是令四月一日轉變（包括身與心）的主因，占卜師婆婆、雷獸都認為四月一日已經改變了，而侑子遇見四月一日後也改變了。
在和百目鬼遙的對話中提到，侑子的願望為「蝴蝶之夢」。其實侑子在四月一日誕生前早已死去，但因庫洛一時的強烈願望使她停留在了死前的一瞬間；侑子以「一直為人們實現願望」這件事做為小櫻（複製品）重生的代價。在小狼和小櫻做出抉擇後，因停滯的時間開始轉動而消失，但在消失前用盡最後的力量保全了店。消失以後，許多的人類顧客都忘了她的存在，除了四月一日以外，記得侑子的只有擁有力量的人——百目鬼、小葵、小羽、占卜師婆婆和部分《TSUBASA翼》人物，為的是希望在自己消失後有人能陪在四月一日身邊。
四月一日君尋（Watanuki Kimihiro），聲：福山潤（日本）；劉傑（台灣）；陳振聲（香港））
本作的主角。看得到妖怪的高中生，因為血統特別容易吸引妖怪而深受其擾。自年幼失去雙親，現在獨自生活。個性一板一眼，擅長打掃、料理等家事，情緒起伏十分明顯，一點小事就會用全身來表現喜悅，常常激動吐槽，是個表情非常豐富的人。
生日和姓氏一樣為4月1日。牡羊座。
被必然的邂逅引導至侑子的店，據侑子所說，四月一日的靈力是來自其遠祖庫洛·里德，而且「根很深」，為了改變體質，故此就要在侑子的店打工，付出勞力作為代價，直至跟願望的價值相等。四月一日在打工日子所經歷的事件中，有時得向侑子求助，就必須延長四月一日的打工日子。
一直以來都受到眾人的喜愛，但自己卻一點也沒發現。暗戀同班同學的九軒葵。經常和百目鬼互稱「呆子」，雖然很討厭百目鬼，但還是非常感恩百目鬼對他的幫助。對於侑子抱著一種複雜的感情，一方面為侑子的開導而抱持感激，但也經常因侑子的差遣不滿，以及經常對侑子無節制地飲酒感到十分生氣。
故事中因為代替百目鬼承受蜘蛛的怨恨，右眼被女郎蜘蛛奪走。在這件事之前，四月一日常為了別人而傷害自己，經歷這事後也終於發覺「犧牲自己會給深愛自己的人感到痛苦」的道理。後來接受百目鬼一半的右眼，視力因而上升，也得到了更好的靈視能力，百目鬼也因此偶爾能看到自己所見的影像，這令他很不滿。
由於被小葵拍了肩膀而受到小葵帶來的厄運影響，從學校二樓的窗戶落下而差點喪命；後期故事表明實際上是「小狼」在「東京」期間與小狼鬥爭時，四月一日下意識認為自己是妨礙「小狼」的存在，因而出現的自殺行為，不過因為百目鬼、小葵和「小狼」三人支付代價而活下來，但右手小指因為曾和小葵打過勾勾，再也不能動了。
雨童女曾說過「其本身的存在就是不可能的」。而故事後面揭露四月一日喪失了有關親人和其他記憶的真相，是曾經和侑子許願而被收取過代價，使「小狼」一眾得知於日本國篇時被飛王擄走的小櫻被帶到玖樓國。而四月一日事實上是「小狼」逆轉時間後，填補時間的空缺而誕生的相同存在。所以實際上四月一日的父母就是《TSUBASA翼》中的小狼和小櫻，但他們並沒有消失，而是向侑子支付代價後被封裝在一個魔力的瓶子內。
在《TSUBASA翼》中，四月一日與「小狼」為了離開時空的夾縫而支付了代價，分別是「繼承店務」及「繼續旅行」，四月一日這樣做是為了抑制對時空的影響而選擇「持續留在一個地方」。在侑子消失後，四月一日對百目鬼表示自己以後不上學以繼承店務，並以「不能踏出店外」為代價，使自身的時間不流動，年齡不會增長（但仍可能會受傷或死亡），就這麼一直待在店中替人類和非人類實現願望，直到再與侑子相遇為止。後來開始用侑子所遺留的煙管抽菸草，甚至學會喝酒。
在4年後所發生的故事「×××HOLiC·籠」，並未失去看見妖怪和吸引妖怪的能力，有和夢中的遙學習許多法術，成為店主也一直在替人類和非人類實現願望。比起4年前表情和神態都更加穩重。於漫畫故事終章運用法術進入侑子在很久以前做過的夢中，短暫地和夢中的侑子會面，理解到自己的能力已經強化到不需要限制自身，同時發現自己對時間的感覺變得遲緩，早已過了100年以上的時光，但仍期待著與侑子再度相會的那天。
「×××HOLiC・戻」故事的開始在四月一日在侑子店內打工發生的事情，一開始如同剛開始在店裡打工一樣稀鬆平常，然而遭遇到的人事物、四月一日的反應、百目鬼以及侑子之間的對話，或多或少提示著這個非現實的世界。在這個世界的後期，四月一日終於想起，自己是為了實現「小狼」的委託，前往夢中不同的次元中尋找代價，並再次見到侑子小姐，雖然只是四月一日創造的侑子小姐，然而他做出抉擇後再次經歷與侑子小姐離別。最後四月一日回到原來的世界，透過黑摩可拿將夜雀給予的代價「只有一次，可以前往想去的地方」、用三個布丁交換的代價「強運的三十日元」、裝有「詛咒娃娃的斷頭」的木箱和裝有「寄生在等待他人才開放櫻花的寄生花」的鐵籠交給「小狼」，而最初是因為四月一日夢到「小狼」不會再醒來的夢，為了不讓那個夢發生，因此請「小狼」向他許下願望以便收集必要的東西。
百目鬼靜（聲：中井和哉（日本）；曹冀魯（台灣）；陳旭恆（香港））
本作的主角。和四月一日同樣就讀私立十字學園的學生，個性冷淡沉默，會毫不修飾說出想說的話。雖然四月一日經常被這種態度激怒，但他總是冷靜地加以應對。
生日：3月3日。雙魚座。
初期看不見妖怪，但具有清淨的「氣」，擁有不讓妖魔鬼怪接近，甚至能夠驅除他們的潛在能力，且不受小葵的體質影響。參加的社團是弓道社，能使用弓將自身的潔淨之氣發射以驅邪。憑藉冷靜的判斷力及大膽的行動力，多次從危機之中拯救四月一日。
是在占卜師婆婆所說的「和四月一日經常吵架但是緣分很深的男性朋友」。第一次和四月一日見面時便和他大吵一架，侑子說明道，由於百目鬼的「氣」讓妖怪無法靠近，若兩人經常在一起妖怪便無法靠近四月一日，因此妖怪經常在背後作怪，導致四月一日從第一次見面起就看百目鬼不順眼。
酒量和打麻將的技巧很好，也相當擅長運動，長的很帥，有很重的雙眼皮（但四月一日說他是三白眼），是很多女生所愛慕的對象。看起來沉默寡言，不常有感情起伏，但和四月一日一起時就經常吐嘈及捉弄四月一日並和他吵架，但其實和四月一日很有默契，心裡也默默地在重視著四月一日，似乎有特殊情感於其中。
一天在打掃時撥開蜘蛛網，遭到蜘蛛的怨恨而張不開眼睛，之後四月一日代替其承受蜘蛛的怨恨，間接使四月一日失去右眼，百目鬼將自己一半的右眼給予四月一日，和四月一日是「共視狀態」，能看見在四月一日情緒強烈起伏時的景象（包括妖怪），但後來變得自身就能看見妖怪。在四月一日重傷事件中，為了挽救四月一日生命而進入侑子的店，成為付出代價的三人之一，提供跟「四月一日流失的血量相等的血」作為代價。因為和四月一日共用眼睛和血，據侑子和小羽的說法，兩人的能力融合了。
之後持有侑子給予透過複製體小櫻取來作為代價的蛋（在《TSUBASA翼》中原本只有一個，但因飛王的緣故導致傳送後變成兩個，一個給四月一日，一個給百目鬼），侑子說它和隱含魔力且孵化出蒲公英的蛋不同，它不會孵化出任何東西，但卻是連足以腐蝕建築物的酸雨都無法將其破壞，這顆蛋只能使用一次，交由和四月一日共視的百目鬼來決定使用時機，漫畫終章透露如果使用了這顆蛋似乎會讓四月一日忘記侑子。
在四月一日成為店主後經常出入店中。在4年後所發生的故事「×××HOLiC·籠」中，明明擅長理科卻突然改變志向，選擇在大學裡就讀民俗學，因此受到四月一日質疑，據他的說法是因為對爺爺遙的遺物產生了興趣。在OVA「×××HOLiC·籠」中，已畢業並成為了該系助教。
在OVA「籠．徒夢」中，最後他和五月七日小羽結婚。故事終章（過了100年以上），為避免讓四月一日察覺到時間的流動，他的曾孫代替他去找四月一日。

### 重要角色
九軒葵（聲：伊藤靜（日本）；林美秀（台灣）；鄭佩嘉（香港））
四月一日的同班同學，也是他單戀的對象，是個有著清純容貌及明朗個性的少女。特徵是總是我行我素、笑容不斷。擁有強大的精神力，對怪事不為所動，對於妖怪的存在及會說話的莫可拿也能若無其事的接受。
生日：11月27日。射手座。
高中時在學校裡和百目鬼同為學級委員，多半與四月一日及百目鬼在一起。經常將把百目鬼和四月一日兩人湊在一起，認為兩人是感情要好、像是在講相聲的同伴。
與四月一日相反的家事白痴。其便當都是買來的，就算加熱也是由母親負責（後來揭曉其實是避免帶來厄運），父親則在電視台上班。
侑子總對四月一日說「小葵不是你的幸運女神」。在故事中經常伴隨著壞事出現，或是作為壞事的催化劑，這是由於小葵是給旁人招來厄運的靈能力者，她本人無法控制此厄運，也無法選擇對象，連碰觸過的物件也會沾染厄運，除了生下自己的父母之外，從小時候開始，即便只是交談或靠近，她身邊的人皆無一例外地遭受了各式各樣的厄運。這種靈能力無法用一般法術去除，而侑子表示如果通過支付代價來消除此靈能力的話，要支付的代價會過於巨大，已經到了非得拿所有的幸福來交換的地步。
四月一日墜樓時，道出自己是招來厄運的靈能力者的事實。是為挽救四月一日生命而付出代價的三人之一，付出「承擔四月一日的嚴重傷疤」做為代價，並請求侑子保密。原本想以「再見」兩字永遠離開四月一日等人，但四月一日挽留了小葵。之後小葵從四月一日那裡收下了希望她幸福而誕生的小鳥——蒲公英（從蛋變來的），能不受小葵的體質影響並抑制住她的靈能力。
在4年後所發生的故事「×××HOLiC·籠」，四月一日考量到店內有許多不乾淨的東西，對招來不幸的小葵非常危險，為了保護她決定只在每年4月1日生日那天和小葵在店裡見面。OVA「xxxHOLiC・籠」的十年間和他人結婚，但仍和四月一日保持聯絡，以及每年在他生日那天見面。
黑·莫歌拿 / 莫可拿·拉格·摩多基（Mokona・Larg・Modoki，聲：菊地美香（日本）；雷碧文（台灣）；黃紫嫻（香港））
黑色摩可拿是本作中主要登場的莫可拿，留在侑子的一方負責聯絡之用；四月一日常以「黑饅頭」稱呼牠。和白莫可拿為壹原侑子與庫洛·里德所做。牠的中間名Larg出自盧恩文字的水。
黑色摩可拿的耳環是「封印道具」，作用是收集記憶，包括小櫻作為代價交換與小狼之間的所有記憶以及四月一日的記憶，亦能儲藏羽毛的能量，後來此道具交給白莫可拿。
在《×××HOLiC》中，除了能通訊和傳送物件，還有許多其他的能力。和白莫可拿一樣有108招秘技，而且牠還具備吞食妖魔以及駕馭妖魔的能力。
在貪吃、貪喝以及喜歡作弄四月一日為樂的程度不下於侑子。
全露＆多露　
聲：こじまかずこ（全露）&望月久代（多露）（日本）；鄭仁君（多露）&林美秀（全露）（台灣）
侑子創造的兩名侍童，被暱稱為小全＆小多，沒有靈魂，不能離開侑子的店。
說話時一搭一唱的，甚至會和摩可拿一起搭檔、作弄四月一日。說話童言童語，個性上也像個小孩子。
侑子可以透過這兩人去與他人進行對話。而事實上兩人是身為願望商店本身的支柱，真正的能力是抵擋外界及飛王的攻擊。
五月七日小羽（聲：日高里菜（日本））
電視節目中的名靈能師，11歲，有和年齡不符的強大靈能力，能夠看到靈魂和驅邪。在左眼下有顆痣。
和四月一日有許多相似之處，包括姓氏、能看的見妖怪的體質和內心。
小時候曾經靈視到父親外遇的場景，使得最後父母離婚，後來成為了母親報復丈夫的工具。小學中輟，常被母親送去靈異節目主持以賺取金錢。家庭相當不和睦，和母親的關係非常差。在四月一日叫她名字前，已經很久沒人叫她的名字了。
後來因靈能力太強，而靈視到其他靈能師所看不見的影像而被大眾懷疑、排擠和批評。在四月一日和百目鬼的幫助下來到侑子的店，以自身的力量做代價消除對母親和自己的流言，但過去不會消失。隨後侑子只取出使她有驅邪能力的小櫻的羽毛並安放在黑摩可拿的封印道具中，讓小羽保留本身的靈視能力，因此她依然能看見幽靈。
為了給母親思考的空間，選擇和母親分居，寄居在占卜師婆婆家中並學習占卜。
在4年後所發生的故事 OVA「×××HOLiC·籠」，就讀十字學園，對擔任店主的四月一日很擔心，希望他的身體和心都不要受傷。在「籠．徒夢」中與百目鬼結婚，據百目鬼所說小羽最重視的人是四月一日。
百目鬼遙（聲：中井和哉（日本）；陳旭恆（香港））
靜的爺爺，神社的前住持，在靜小學五年級時去世。生前有著能看見妖怪、驅除妖怪和預知夢等能力。
年輕時的長相和靜十分相像，兩者的差異是他穿和服、會抽菸，而且他的表情也較為溫柔豐富。為了和靜區別，四月一日稱呼他為「遙先生」。
常以年輕的相貌到四月一日的夢境給予建議，亦曾在四月一日因墜樓徘徊於此岸和彼岸時阻止他赴死，後來侑子在夢中將四月一日託付給他。
在4年後所發生的故事「×××HOLiC·籠」，他教導了四月一日許多法術。

### 人類
凜（Rin）　配音：本名陽子
在牙科診所工作的女員工，28歲。
為了小指動彈不順的問題而尋求侑子協助，並從她手上獲得一枚戒指。
儘管本人並無惡意，但基於面子問題，讓她在無意中養成了撒謊的惡習而不自知。
四月一日因對其感到憂慮而尾隨其後，並察覺了真相。其後他眼見凜在橫過馬路期間取下戒指，隨即受到強烈的瘴氣影響而無法動彈，故而被車撞到。後來四月一日呼叫救護車將她送院，雖然最後能保住性命，但侑子給她的戒指卻因為承受過多的瘴氣，在交還給侑子沒多久便當場碎裂。
花花（Hana Hana）　配音：川村万梨阿
居住於銀座高級住宅的家庭主婦。
「花花」是她的網名。在魔法少女兼特攝電影網站與網名為「金藤」的侑子認識，兩人繼而成為網友。
透過網路感覺到侑子是個的博學多才，而且值得信任的人，讓她不禁對侑子平添了幾分好感及仰慕。不其然把自己網絡成癮的問題告知對方，希望得到一些有用的建議。之後侑子登門造訪，並對她進行了一番思想引導，最後侑子更用剛買的紅色球棒把花花家中的手提電腦一分為二，問題總算是得已解決，於是便收了她兒子的兒童餐椅作為「代價」。（因為許下的願望是戒掉“那台”電腦，所以侑子破壞電腦，但收取兒童餐椅的動作也是提示了“兒童餐椅能再買一張，那麼電腦也是同理，可以再買一台”。）
七未（Nanami）　配音：中村千繪
大學攻讀民俗學，來到四月一日等人就讀高中見習的老師，個性傲慢且以自我為中心。
經常因故發現些特殊的古物。由於偶然路過侑子的店家，見到侑子從倉庫搬出來整理的各項寶物，因而取得裝在銀筒裡的猿猴之手，但侑子特地警告她不能將猿猴之手的封印解開。
後因為小葵碰到猿猴之手的封裝盒，導致封印解開，七未不顧警告，開始利用猿猴之手來實踐她的願望，但最後反被猿猴之手的力量反撲，在人間徹底消失。
櫻子＆薰子　配音：冰上恭子（2役）
四月一日與百目鬼偶然遇上的雙胞胎姊妹。其中較內向的女孩缺乏自信，容易受到他人話語影響行為與心態。為了求改變，將自己的頭髮作為代價交給侑子。後來四月一日與百目鬼再度到她們的店裡光顧時，較內向的女孩向百目鬼告白，不過百目鬼並沒有答應。
百合（Yuri）　配音：野田順子
因為心愛的男性被一名女性奪去，憤而對第三者痛下殺手的女性。在發現自己手邊留有該名女性的相片，經常會重演當初犯案過程的異常現象後，出於恐懼委托侑子幫忙處理這張照片。未料被殺害的女性怨念過深，連侑子的相框都無法將其封印，最後雖在經過侑子的協助下除去該張照片，但也被後者告知終身不得被任何物體照映出她的影像，否則將會再次看見自己犯案的過程。
蘭（Ran）　配音：川澄綾子
動畫原創角色。以「命運的紅線」作為理由，四處攀附不同交往對象的女性。為了小指動彈不順的問題尋求侑子協助，從侑子手中取得一枚戒指。後來四月一日與百目鬼跟隨她進入遊樂園，結果與她先前交往的諸多男性都來到遊樂園找她，令她腳踏多條船的行徑當場曝光，現有的交往對象也因此不歡而散。
櫛村塗繪（Kushimura Nurie）　配音：高橋理惠子
總是會因為想做不該做的事情，或是做了與正確抉擇相反的決定而感到困擾的女上班族。據侑子所說，她是為了逃避承接幸福以後的約束和責任，所以才會拒絕接受幸福。侑子為了這樣委託，命四月一日挑選一副眼鏡給她，以提醒她的觀點。之後塗繪開始懂得面對約束和責任，並且不再受到先前的行為所困。
茅乃（Kayano）　配音：桑谷夏子
以客人的身分出現於店內的高中女學生。因為家裡經常發生頻繁的怪現象，上門委托侑子讓家裡恢復平靜，接連從侑子手裡取得多數鈴鐺，但最終揭露茅乃才是侑子口裡所說於該棟房屋引起怪現象的「不可駐於此地之人」，被居於該棟房屋的夫妻請來的驅邪師小羽除去。
風疾＆陸王　配音：柿原徹也（風疾）；梯篤司（陸王）
侑子家附近綠藥局的工讀生們。由於店長和侑子是老交情，偶而會委託兩人去幫忙辦事，曾從祭典中無人管轄的神社偷得「水仙壺中天」到侑子家。四月一日到他們在的那家店買給侑子的解酒液。另外這2個人也是CLAMP的另一部作品迷幻藥局的主角們。
占卜師　配音：谷育子
溫柔慈祥的老婆婆，與侑子是舊識。只要看過某人一眼，就能大略理解該名對象的成長過程，替人占卜的時候，則會請占卜對象將手放在一座沙盤上的板子上，令沙盤的垂墜在沙盤中畫出影響該對象的因素，同時讀取占卜對象的訊息與內心想要測占的事件給予解惑，連侑子也對她的占卜準確度給予高度評價。初登場是在四月一日與侑子體驗占卜館的占卜師用星座與血型占卜後，侑子以讓四月一日見識真正的占卜師為由，帶領四月一日委託她協助占卜，四月一日為了感謝她，特地準備親手製作的料理做為回饋。後來她讓五月七日小羽寄住籬下，並且教導她占卜術。是少數在侑子消失後仍能記得她的對象。
占卜館的占卜師　配音：水澤史繪
以星座與血型為四月一日占卜的年輕女性占卜師。由於四月一日和侑子聊起占卜議題，讓侑子決定出錢讓四月一日體驗占卜。起先四月一日曾認為她的占卜很準確，但因為侑子分析了她的占卜內容和話術後，才發現跟想像有落差而感到失望。侑子對其的評價為「將占卜當學科學習，沒有魔力的人」。
美繪（Mie）　配音：飯塚雅弓
與四月一日同校，擅長繪畫的女孩，因為渴望從現實裡解脫的心態，引來妖怪寄附身上。最後她身上的妖怪被管狐無月消滅。
五月七日里惠（Tsuyuri Satoe）　配音：紗百合
小羽的生母。原本是幸福的一家三口，從女兒小羽的靈視能力得知丈夫外遇，夫妻經常起爭執而離異，為了報復丈夫曾積極將小羽推往銀幕上，而且開始出現虐待小羽的行為，最後於多年後再婚並與小羽重修舊好。
彩花（Ayaka）　配音：仙台惠理
庫洛·里德
庫洛魔法使的人物，在數十年前已逝世。曾是侑子的伙伴，四月一日君尋與他的小時候非常相似，和侑子曾同時見到創世神摩可拿，並据此合力仿造了兩隻摩可拿，而侑子將他評比作為“陰險的眼鏡仔”，一般認為是庫洛魔法使、TSUBASA翼和×××HOLiC中最强大的魔法師。实际上飛王·里德正是他强烈的执念加上自身强大的魔力形成的（见TSUBASA翼），是小狼的遠親。

### 幽靈
少女（姓名不詳）（聲：能登麻美子）
在紫陽花叢下哭泣的寂寞女孩。一年前失蹤，後來遺體被四月一日發現。
少年（姓名不詳）（聲：川上倫子）

### 非人的角色
親子狐狸
四月一日在異空間的關東煮攤檔遇到，一對穿著衣服，懂得用兩隻腳走路的狐狸父子。
- 狐狸爸爸　配音：古川登志夫（日本）；曹冀魯（台灣）

侑子家附近的關東煮攤檔老闆，牠的關東煮攤只有特定的人或非人才能看見。侑子和摩可拿都相當喜歡這家的食物。
四月一日曾誇獎牠煮的油炸豆腐時，狐狸爸爸回應道：「因為是狐狸煮的嘛。」，此句源自日本風俗說法。
- 子狐（Ko Gitsune）　配音：小林由美子（日本）；鄭仁君（台灣）

喜歡收集古靈精怪的東西。曾從四月一日手上獲得「破邪箭」，並在四月一日和百目鬼在百鬼夜行時陷入困境時給予幫助。
座敷童子（Zashiki Warashi）　配音：武藤寿美（日本）；雷碧文（台灣）
對四月一日有好感的小仙，個性溫溫吐吐，外表是一名清純美少女，和雨童女交情甚篤，亦較為依賴對方。只要和四月一日交談就會臉紅，稍微感動就容易掉淚，结果往往是四月一日被烏鴉天狗误会而招致一陣毒打。
平時居住在神山裡，對妖氣和邪惡氣息可說是無防備，那些東西對她來說就等於毒藥。據蜘蛛女郎表示其心臟可讓服用者的壽命延長一百年。
動畫版裡因為座敷童子送炸豆腐給四月一日（漫畫版則是她在情人節送巧克力給四月一日）的緣故，四月一日為她挑了對髮夾當作謝禮回贈。
她曾為了要幫四月一日取回右眼，反遭蜘蛛女郎捕獲。之後她將被蜘蛛女郎吞食右眼後的四月一日帶回神山的泉水池洗淨瘴氣。
烏天狗（Crow-Billed Goblin）
配音：長島雄一（凱斯）；藤田圭宣（艾瑞克）；保村真（吉米）；雪路（傑夫）；山口登（布萊恩）
座敷童子的護駕，外表年齡只有五歲的五人組，相當關心座敷童子。
對四月一日帶有妒忌心，常用摺扇擊打四月一日。平時是用滑雪板當飛行工具。
為救被蜘蛛女郎捕獲的座敷童子，甘願獻出秘寶天狗之扇作為代價，換取得侑子的幫助打破結界及四月一日同行。
雨童女　配音：矢島晶子（日本）；鄭仁君（台灣）
司管雨水的靈性生物，比妖怪更高一級（也就是介于神与妖怪之间）。厭惡被人類說成妖怪。
頭綁雙馬尾，身穿哥德蘿莉服飾，個性愛鬧彆扭，對於座敷童子暗戀四月一日感到不悅。經常拿著荷葉邊的雨傘，能夠手持雨傘在空中飛行，偶爾會拿傘敲打四月一日和百目鬼的頭。
由於司掌雨水的緣故，只要她在某地久坐，身上散發的濕氣就會滲透至地板和塌塌米內部，因此在她造訪店裡時得準備特製的座席，保持地面乾燥。
眷屬為繡球花，曾為了拯救繡球花將管狐「無月」交給侑子作為代價。
管狐（Kudagitsune）
平時以管狀型態存在的狐狸。戰鬥時可化身成多尾妖狐，其噴出的「狐火」與女郎蜘蛛的絲線相互克制。在恢復足夠靈氣變回管狐形態前，牠就只能一直以九尾孤的姿態活動。
- 無月（Mugetsu）

雨童女為紫陽花精付出的代價。名字由四月一日所取，源於管狐轉化成妖狐時的眼睛會灣成幼線，仿如新月，因而得名「無月」。愛吃油炸豆腐。很喜歡四月一日。
蟲／動畫版羽
燈（Akari）　配音：雨蘭咲木子
外表是個身穿和服的貓妖怪，和侑子是很好的朋友。第一次出場時是從寶物庫的相片中鑽出。酒量極大。以自己手上的鬼燈為烤魚和酒的代價交給四月一日。
繭子（Mayuko）　配音：玉川紗己子
貓女（Neko Musume）　配音：千葉紗子
外表穿著非常時髦的少女，極度怕水和炎熱。原型是鬼太郎裡的猫女。
女郎蜘蛛（Jorō Gumo）　配音：冬馬由美
將四月一日的右眼吃掉的妖怪，眷屬為蜘蛛，和火屬的管狐不合。在漫畫原著後期以客人的身份再次登場，委託四月一日為其尋找紅色珍珠。很關心八百比丘尼。
雷獸（Rai Jū）　配音：永井一郎
外表是個看似吉祥物的圓球狀的洋娃娃。能夠任意放電，徒手去碰他也會被電。因為被百貨公司的電器用品所放出的電磁波吸引而被夾在牆縫中，四月一日誤以為他是怪東西而被他電的很慘。能藉由放電來修理家電用品的能力。
夢買　配音：坂口哲夫
外型是隻身穿冬衣和佩帶貝雷帽的貘。做的生意是賣夢，將夢做成氣球進行買賣。曾忍痛以六個吉夢來買下四月一日的驅魔夢，「籠．徒夢」時已將驅魔夢培育成大聖夢，在某次委託中作為代價交給四月一日。
蒲公英（Tanpopo）
具有類似清淨之氣性質的小鳥，能抑制小葵的靈能力。原本是東京事件（見TSUBASA翼）中複製體小櫻交給侑子作為代價的蛋時連帶送來的蛋（因為飛王的干預），之後在四月一日的祈禱下孵化。
羅宇屋
幣串（Hei Gushi）
芥之塊
- 女高中生①　配音：加藤英美里
- 女高中生②　配音：阪田佳代
- 女高中生③　配音：水澤史繪

女學生在學校玩完「天使」之後，殘餘下來的垃圾碎屑所聚集而成的「無惡意的邪念」。之後被地方蛇神吞噬。
地方蛇神
司管著學校土地的土地神。
繡球花精（Ajisai）
雨童女的眷屬。曾因為一位遇害的小女孩被葬至祂們生長的土地，以至於繡花精被小女孩的血液所汙染，雨童女為了拯救繡花精，將自己的管狐作為代價交與侑子，委託四月一日前去繡花精生長的土地找出其汙染根源，當四月一日險些被小女孩的靈魂牽去彼岸的時候，繡花精亦曾警示四月一日不可跟隨對方。最後百目鬼靜以交付祖父生前遺留的勳章為代價，取用小葵的緞帶救出四月一日，小女孩的屍骨因而得以脫離繡花精的土地，並於事後交與警方處理。
人魚
又稱八百比丘尼，外觀看似普通少女，因為食用人魚肉變成長生不老的不死之身。因其具有非人特質，使她的戀人有所畏懼甚至長期虐待她，後來戀人再也無法忍受她的存在而跳樓自盡，使她過度傷心流出血淚化成紅色珍珠，當女郎蜘蛛透過四月一日收到她的紅色珍珠後又交還給她。目前與女郎蜘蛛同住。
賣煙管的兔子
夜雀
山犬的使者，外表是個小羅莉，但年齡其實很大，也是個酒豪，是山犬首領的老婆。委託四月一日（劇情中是委託侑子，但其實侑子只有「聽了」她的願望而已）幫助山犬首領。
山犬首領
山犬的首領，夜雀的老公。因為世人漸漸對山林失去敬畏之心而失去力量，得到四月一日的供品以及敬畏之心幫助而重得力量離開了原本的居住之所。

### 劇場版角色
- 神宮寺亞彌（聲：柚木涼香／松尾佳子（日本））
- 鳥籠國國王（聲：中田讓治（日本））
- 大岩大吉（聲：楠見尚己（日本））
- 鑄屋沖則（聲：喜多川拓郎（日本））
- 兼田裕（聲：平川大輔（日本））
- 親衛隊隊長（聲：三宅健太（日本））
- 原傳造（聲：福松進紗（日本））
- 村長｛鳥籠村｝（聲：矢田稔（日本））
- 厚目妙（聲：小阪由佳（日本））
- 保志伊織（聲：（日本））
- 花井新之（聲：矢尾一樹（日本））
- 房屋精靈（聲：松野太紀（日本））
- 克里列（聲：津村真琴（日本））

## 用語
願望與代價
當擁有願望的當事人，求助於擁有法力的店主（例如侑子與後來繼任的君尋）實現自己的願望時，就得用與願望等值的事物或答應某些條件，作為讓願望實現的代價。此外，故事裡的占卜術同樣也應用了「願望與代價」的規則。
神山
擁有世間最純淨靈氣的山谷，此地的靈氣與泉水能夠淨化妖怪的瘴氣，這裡同時也是座敷童子居住的地方。
異生物
不屬於人類與世間正常生物的所屬生物（神、怪、精靈）都歸屬此類。
百鬼夜行
某些特定夜晚，各種妖怪會手持特殊的燈籠，組成大型的遊行隊伍來到一株泛著光芒的大樹前，這棵樹還會分泌甘露給參與遊行且手持燈籠的妖怪（但是君尋與靜被樹靈當成是特例，也獲得了甘露）。人類若是手持百鬼夜行的燈籠，就會被同行的妖怪當成是同類；若是人類不慎將燈籠從手中鬆開，就會被妖怪識破偽裝，更嚴重的還會被妖怪當場吃掉。
指約
在XXXHOLiC的世界裡，小指是個相當重要的象徵。靜曾提及，古代人認為小指是連著心臟，加上以前藝妓有割下小指贈與心上人表示忠誠不變的愛意，因此才會衍生「小指上牽著紅線，紅線牽著命運之人」的說法與勾指歌的由來。在劇中一些撒謊的當事者，會因為瘴氣影響使小指不能動彈自如。若是用小指打勾作指約，也會和訂下指約的人相互影響。君尋正是和小葵用小指拉勾後，他的小指才會無法再動了。動畫版第一部第九話也是跟指約有關。
夢（Yume，Dream）
任何形式的夢，都能被賣夢貘出售與收購，若是某個夢具有相當強大純淨的靈氣，代表這個夢的等級與價值相對較高。擁有法術的人，還能夠進入其他夢境與別人互動。
ANGEL/天使
在學生之間流行著的玩意。是由狐狗狸的名字演變而成，也有人會稱之為邱比特，與筆仙﹑銀仙﹑碟仙等異曲同工，是降靈術的一種，中途放手會受到詛咒，招來厄運，所以極俱危險性。一般情況下，外行人是無法召喚的，所以真正能夠召喚它們的次數少之有少。之不過由於大部分學生都會抱有『實在太無聊了』﹑『玩些恐怖點的』﹑『發生些奇怪事也好』等等的想法，因此當真正發生意外時，情況就會隨即變得有趣。
破邪箭（Hajaya）
又名「破魔矢」。在本作中是一支擁有極大靈力的貴重箭頭。原本只是一支在比賽使用的普通弓箭，經百目鬼之手所發後，變成能夠保護其持有者免受邪惡侵害的破邪箭。
接龍（Shiritori）
古老的護身術。在夜晚走路或者經過危險場所時候，以兩個人玩接龍的方式佈下結界。
月光鳥
只可透過在月圓之夜的月光來到現世的幻影之鳥。
水仙壺中天
外表雕刻十分精緻的大型瓶子，若搭配術式可通往靈氣純淨的神山。
猿猴之臂
被裝在特製銀筒裡，用畫有封印符咒的布條纏繞，擁有五根手指的枯臂，可讓持有者實現自己的願望，但相對地也會付出同等的代價。每實現一個願望，猿猴之臂的手指就會斷掉一根，直至五個願望都用完為止。此物為侑子持有，一度讓渡給攻讀民俗學的大學生七未，後由於小葵碰到裝著猿猴之臂的銀筒令封印解開，加上七未濫用猿猴之臂的力量遭其反撲，再度被侑子取回並加以封印。

## 工作分配
- 封面或刊頭之類的每一回主題，這由大川來做決定。故事和世界觀也全由大川負責，她就像觀看整體的製作人。
- ×××HOLiC中負責女性角色的是もこな，貓井負責男性角色及妖怪型、人型以外的妖怪，和其它的動物等等。封面和彩頁，由和貓井兩人負責。
- 首先由來為大川的劇本做分鏡，再由貓井來檢查。如果在這個過程中有哪裡覺得不對勁的，就去和大川討論「這樣會不會不好了解？」之後再重新修改。等到分鏡確定後，再由、貓井、五十嵐分別針對自己的部分來作畫。

## 出版書籍
×××HOLiC
| 冊數 | 講談社         | 講談社                                                  | 東立出版社     | 東立出版社                                          |
| 冊數 | 發售日期       | ISBN                                                    | 發售日期       | ISBN                                                |
| ---- | -------------- | ------------------------------------------------------- | -------------- | --------------------------------------------------- |
| 1    | 2003年3月7日   | ISBN 978-4-06-334752-4                                  | 2003年11月26日 | ISBN 986-11-3410-7                                  |
| 2    | 2003年10月16日 | ISBN 978-4-06-334790-6                                  | 2003年11月26日 | ISBN 986-11-3411-5                                  |
| 3    | 2004年2月17日  | ISBN 978-4-06-334841-5                                  | 2004年3月30日  | ISBN 986-11-4118-9                                  |
| 4    | 2004年6月17日  | ISBN 978-4-06-334881-1                                  | 2004年7月26日  | ISBN 986-11-4969-4                                  |
| 5    | 2004年11月17日 | ISBN 978-4-06-334941-2                                  | 2005年1月10日  | ISBN 986-11-5142-7                                  |
| 6    | 2005年5月17日  | ISBN 978-4-06-372015-0                                  | 2005年6月20日  | ISBN 986-11-5564-3                                  |
| 7    | 2005年10月17日 | ISBN 978-4-06-372081-5                                  | 2005年11月25日 | ISBN 986-11-6939-3                                  |
| 8    | 2006年2月16日  | ISBN 978-4-06-372128-7                                  | 2006年4月10日  | ISBN 986-11-6940-7                                  |
| 9    | 2006年7月14日  | ISBN 978-4-06-372168-3                                  | 2007年1月8日   | ISBN 986-11-8239-X                                  |
| 10   | 2006年11月17日 | ISBN 978-4-06-372227-7                                  | 2007年2月16日  | ISBN 978-986-11-9290-1                              |
| 11   | 2007年5月17日  | ISBN 978-4-06-372282-6                                  | 2007年8月10日  | ISBN 978-986-10-0145-6                              |
| 12   | 2007年10月17日 | ISBN 978-4-06-372364-9                                  | 2008年1月31日  | ISBN 978-986-10-0843-1                              |
| 13   | 2008年6月23日  | ISBN 978-4-06-375510-7 ISBN 978-4-06-362109-9（限定版） | 2008年9月26日  | ISBN 978-986-10-2040-2                              |
| 14   | 2009年2月17日  | ISBN 978-4-06-375656-2 ISBN 978-4-06-937271-1（限定版） | 2009年4月30日  | ISBN 978-986-10-3383-9                              |
| 15   | 2009年6月23日  | ISBN 978-4-06-375733-0 ISBN 978-4-06-937290-2（限定版） | 2009年8月26日  | ISBN 978-986-10-3972-5                              |
| 16   | 2009年12月22日 | ISBN 978-4-06-375851-1                                  | 2010年3月24日  | ISBN 978-986-10-5024-9                              |
| 17   | 2010年4月23日  | ISBN 978-4-06-375906-8 ISBN 978-4-06-358310-6（限定版） | 2010年10月19日 | ISBN 978-986-10-5676-0 EAN 471094554097-9（限定版） |
| 18   | 2010年10月15日 | ISBN 978-4-06-375979-2                                  | 2010年12月23日 | ISBN 978-986-10-6608-0                              |
| 19   | 2011年3月9日   | ISBN 978-4-06-376039-2 ISBN 978-4-06-358337-3（限定版） | 2011年6月22日  | ISBN 978-986-10-7513-6                              |

×××HOLiC 戾
| 卷數 | 講談社         | 講談社                                                  | 東立出版社     | 東立出版社             |
| 卷數 | 發售日期       | ISBN                                                    | 發售日期       | ISBN                   |
| ---- | -------------- | ------------------------------------------------------- | -------------- | ---------------------- |
| 1    | 2013年10月23日 | ISBN 978-4-06-376897-8 ISBN 978-4-06-358470-7（限定版） | 2014年6月16日  | ISBN 978-986-348-085-3 |
| 2    | 2014年4月23日  | ISBN 978-4-06-376966-1 ISBN 978-4-06-358701-2（限定版） | 2014年8月7日   | ISBN 978-986-348-086-0 |
| 3    | 2014年8月20日  | ISBN 978-4-06-377047-6 ISBN 978-4-06-358721-0（限定版） | 2014年11月10日 | ISBN 978-986-365-739-2 |
| 4    | 2016年10月6日  | ISBN 978-4-06-393025-2 ISBN 978-4-06-397018-0（限定版） | 2017年1月4日   | ISBN 978-986-482-143-3 |

### 導讀手冊
劇場版
- 劇場版 ×××HOLiC OFFICIAL FANBOOK：2005年8月17日發售、ISBN 978-40-6372049-5

電視動畫
- TV ANIMATION ×××HOLiC EXTRA OFFICIAL GUIDE：2006年5月17日發售、ISBN 978-4-06-372151-5

原作版
| 標題                                | 講談社         | 講談社                 | 東立出版社    | 東立出版社             |
| 標題                                | 發售日期       | ISBN                   | 發售日期      | ISBN                   |
| ----------------------------------- | -------------- | ---------------------- | ------------- | ---------------------- |
| ×××HOLiC読本 新版 ×××HOLiC讀本 新版 | 2006年11月17日 | ISBN 978-4-06-372226-0 | 2009年1月12日 | ISBN 978-986-10-2618-3 |

×××HOLiC全書：2011年3月17日發售、ISBN 978-4-06-376055-2

## 電視動畫
第1季《×××HOLiC》自2006年4月到9月播放。
第2季自2008年4月至6月播放。

### 製作人員
- 原作 - CLAMP
- 企劃 - 余田光隆、輕部重信、吉岡富夫、坂本直紀、石川光久、安田正樹、藤本清和
- 系列構成 - 橫手美智子、大川緋芭（CLAMP）
- 劇本 - 橫手美智子、大川緋芭（CLAMP）、平見瞠、櫻井圭記、水島努、谷村大四郎
- 人物設定 - 黃瀨和哉
- 小物設計 - 植田實
- 美術監督 - 小倉宏昌
- 色彩設定 - 廣瀨いづみ
- 攝影監督 - 小西庸平
- 編輯 - 濱宇津妙子（1季）→植松淳一（継）
- 音響監督 - 若林和弘
- 音樂 - S.E.N.S. Project
- 音樂製作 - BMG JAPAN、AUGUSTA RECORDS
- 製片人 - 中山佳久、岩崎豐明、松下卓也、須藤奈穗美、森下勝司、太布尚弘、鹿野郁子
- 行政部門製片人 - 大川七瀨
- 動畫製片人 - 川口徹
- 監督 - 水島努
- 動畫制作 - Production I.G
- 制作協力 - BMG JAPAN、講談社、Kids Station、Production I.G、Movic、PYROTECHNIST
- 製作 - TBS・AYAKASHI研究會

### 主題曲
第1季
片頭曲

作詞、作曲、歌 - スガシカオ
片尾曲
- 〈Reason〉（第1話 - 第13話、外傳）

作詞 - 高山奈帆子 / 作曲 - 川口潤 / 歌 - Fonogenico
- （第14話 - 第23話）

作詞 - 櫻井敦司 / 作曲 - 今井壽 / 編曲、歌 - BUCK-TICK
第2季
片頭曲
- 〈NOBODY KNOWS〉

作詞、作曲、歌 - 須賀
片尾曲
- 〈Honey Honey feat. AYUSE KOZUE〉

作詞 - Naoki Takada&Ayuse / 作曲 - Naoki Takada,Shintaro"Growth"lzuts&Ayuse / 歌 - SEAMO

### 各話列表
| 話數        | 日文標題 | 中文標題 | 劇本       | 分鏡              | 演出         | 作畫監督                |
| xxxHOLiC    | xxxHOLiC | xxxHOLiC | xxxHOLiC   | xxxHOLiC          | xxxHOLiC     | xxxHOLiC                |
| ----------- | -------- | -------- | ---------- | ----------------- | ------------ | ----------------------- |
| 1           |          | 必然     | 橫手美智子 | 水島努            | 水島努       | いずみひろよ            |
| 2           |          | 謊言     | 櫻井圭記   | 我妻薫            | 馬場誠       | 我妻薫                  |
| 3           |          | 天使     | 水島努     | 岩崎太郎          | 岩崎太郎     | 谷口淳一郎              |
| 4           |          | 占卜     | 橫手美智子 | 湖山禎崇 葛谷直行 | 寺澤伸介     | 石丸賢一                |
| 5           |          | 接龍     | 櫻井圭記   | 向中野義雄        | 向中野義雄   | 松本朋之                |
| 6           |          | 沉迷     | 平見瞠     | 湖山禎崇          | 湖山禎崇     | 植田実                  |
| 7           |          | 繡球花   | 大川緋芭   | 水島努            | 馬場誠       | 浦和文子                |
| 8           |          | 契約     | 橫手美智子 | 岩崎太郎          | 岩崎太郎     | 谷口淳一郎              |
| 9           |          | 指約     | 櫻井圭記   | 松園公            | 寺澤伸介     | 中野涼子                |
| 10          |          | 燈火     | 橫手美智子 | 向中野義雄        | 岩永悦宜     | 松本朋之                |
| 11          |          | 告白     | 平見瞠     | 常盤一郎          | 筑紫大介     | いずみひろよ            |
| 12          |          | 夏影     | 大川緋芭   | 湖山禎崇          | 湖山禎崇     | 植田実                  |
| 13          |          | 變貌     | 櫻井圭記   | 佐藤豐            | 馬場誠       | 浦和文子                |
| 14          |          | 封印     | 橫手美智子 | 福富博            | 黑田幸生     | 野本正幸                |
| 15          |          | 解放     | 橫手美智子 | 松園公            | 寺澤伸介     | 石丸賢一                |
| 16          |          | 再會     | 平見瞠     | 岩崎太郎          | 岩崎太郎     | 谷口淳一郎              |
| 17          |          | 自傷     | 大川緋芭   | 岩永悦宜          | 渡邊正彦     | 松本朋之                |
| 18          |          | 鬼燈     | 水島努     | 水島努            | 水島努       | いずみひろよ 谷口淳一郎 |
| 19          |          | 無理     | 櫻井圭記   | 湖山禎崇          | 湖山禎崇     | 植田実                  |
| 20          |          | 救贖     | 大川緋芭   | 福富博            | 黑田幸生     | 野本正幸                |
| 21          |          | 指甲刀   | 平見瞠     | 湖山禎崇          | 渡邊正彦     | 松本朋之                |
| 22          |          | 誘惑     | 橫手美智子 | 松園公            | 寺澤伸介     | 寺澤伸介                |
| 23          |          | 選擇     | 橫手美智子 | 水島努            | 水島努       | 谷口淳一郎              |
| 外傳        |          | 追憶     | 櫻井圭記   | 岩崎太郎          | 岩崎太郎     | 植田実                  |
| xxxHOLiC◆繼 |          |          |            |                   |              |                         |
| 1           |          | 蜘蛛     | 横手美智子 | 水島努            | 水島努       | 谷口淳一郎              |
| 2           |          | 左眸     | 横手美智子 | 山本靖貴          | 山本靖貴     | いずみひろよ            |
| 3           |          | 朋分     | 横手美智子 | 井伊富美          | 水島努       | 黄瀨和哉                |
| 4           |          | 夢買     | 大川七瀨   | 佐山聖子          | 筑紫大介     | 中野りょうこ            |
| 5           |          | 由緣     | 大川七瀨   | 寺澤伸介          | 寺澤伸介     | 植田實                  |
| 6           |          | 平和     | 谷村大四郎 | ひいろゆきな      | ひいろゆきな | 畑智司                  |
| 7           |          | 水貓     | 櫻井圭記   | 福富博            | 遠藤晋       | 原由美子                |
| 8           |          | 鈴音     | 平見瞠     | 山本靖貴          | 山本靖貴     | いずみひろよ            |
| 9           |          | 流言     | 横手美智子 | 福富博            | 渡邊正彦     | 小谷杏子                |
| 10          |          | 不戾     | 横手美智子 | 寺澤伸介          | 寺澤伸介     | 寺澤伸介                |
| 11          |          | 秘事     | 大川七瀨   | 山本靖貴          | 山本靖貴     | 中村光宣                |
| 12          |          | 真實     | 大川七瀨   | 水島努            | 水島努       | 黄瀨和哉                |
| 外傳        |          | 報恩     | 谷村大四郎 | ひいろゆきな      | ひいろゆきな | 加納綾                  |

### 播放電視台
日本深夜動畫：下文記載的日本国内播放時間使用日本標準時間（UTC+9）表示。因為部分時間标识會採用30小时制，因此請留意这类超过24:00的时间，其實際播放時間為翌日清晨。
| 播放地區   | 播放電視台   | 播放日期                 | 播放時間             | 聯播網         | 備註               |
| 第1季      | 第1季        | 第1季                    | 第1季                | 第1季          | 第1季              |
| ---------- | ------------ | ------------------------ | -------------------- | -------------- | ------------------ |
| 關東廣域圈 | 東京放送     | 2006年4月6日 - 9月28日   | 星期四 25:25 - 25:55 | TBS系列        | 製作電視台         |
| 近畿廣域圈 | 每日放送     | 2006年4月15日 - 10月21日 | 星期六 27:25 - 27:55 | TBS系列        | Anime Shower 第4部 |
| 北海道     | 北海道放送   | 2006年4月22日 - 10月14日 | 星期六 26:10 - 26:40 | TBS系列        |                    |
| 福岡県     | RKB毎日放送  | 2006年4月22日 - 10月14日 | 星期六 26:45 - 27:15 | TBS系列        |                    |
| 宮城県     | 東北放送     | 2006年4月25日 - 10月17日 | 星期二 26:00 - 26:30 | TBS系列        |                    |
| 日本全域   | BS-i         | 2006年4月27日 - 10月12日 | 星期四 24:30 - 25:00 | TBS系列 BS放送 |                    |
| 中京廣域圈 | 中部日本放送 | 2006年4月28日 - 10月6日  | 星期五 27:10 - 27:40 | TBS系列        |                    |
| 日本全域   | Kids Station | 2006年5月6日 - 10月14日  | 星期六 22:00 - 22:30 | CS放送         | 製作協力 有重播    |
| 第2季      |              |                          |                      |                |                    |
| 關東廣域圈 | 東京放送     | 2008年4月3日 - 6月26日   | 星期四 25:25 - 25:55 | TBS系列        | 製作電視台         |
| 中京廣域圈 | 中部日本放送 | 2008年4月10日 - 7月3日   | 星期四 27:00 - 27:30 | TBS系列        |                    |
| 近畿廣域圈 | 毎日放送     | 2008年4月19日 - 7月26日  | 星期六 27:25 - 27:55 | TBS系列        |                    |
| 日本全域   | BS-i         | 2008年4月24日 - 7月17日  | 星期四 24:30 - 25:00 | TBS系列 BS放送 |                    |
| 日本全域   | Kids Station | 2008年5月5日 - 7月28日   | 星期一 24:00 - 24:30 | CS放送         | 製作協力 有重播    |

## 劇場版
劇場版《劇場版×××HOLiC 仲夏夜之夢》（xxxHOLiC 真夏ノ夜ノ夢）於2005年8月20日上映，與Tsubasa翼劇場版為併映作品。

### 製作人員
- 原作：CLAMP
- 監製：水島努
- 分鏡：水島努
- 劇本：櫻井圭記、藤咲淳一
- 作畫監督：黃瀨和哉
- 光暈設定：岩崎善浩、關純二、川口徹、白濱なつみ、堂下律明、渡邊哲也、鹿野郁子
- 音樂：齋藤恒芳
- 人物設定：黃瀨和哉
- 小物設定：植田實
- 美術設定：渡邊隆
- 美術指導：平田秀一
- 顏色設定：吉田小百合
- 攝影指導：江面久
- 音響指導：若林和弘
- 編集：濱宇津妙子
- 動畫製作：Production I.G
- 製作：松竹、講談社、Production I.G、日本出版販賣、ムービック、電通、パイロテクニスト
- 上映日期：2005年8月20日
- 影片長度：61分

### 主題曲
- 「 〜theme from xxxHOLiC the movie〜」

作詞、作曲、歌 - 

## OVA

### xxxHOLiC春夢記
『xxxHOLiC春夢記』（ホリック しゅんむき）
為單行本第14卷（2009年2月17日銷售）與單行本第15卷（2009年6月23日）的初回限定版該捆推出的新作前後編OAD。同時與『Tsubasa翼春雷記』並行推行。

#### 製作人員
- 原作 - CLAMP
- 企劃 - 針生雅行、伊香淳一
- 監督 - 水島努
- 系列構成 - 大川七瀬（CLAMP）
- 人物設計·總作畫監督 - 黄瀬和哉
- 美術監督 - 小倉宏昌
- 美術設定 - 荒井和浩
- 小物設定 -
- 色彩設定 - 佐藤真由美
- 攝影監督 - 小西庸平
- 編輯 - 植松淳一
- 音響監督 - 若林和弘
- 音樂 - S.E.N.S.Project
- 製片人 - 松下卓也、網川順一
- 動畫製片人 - 川口徹
- 動畫制作 - PRODUCTION I.G
- 製作 - 講談社

#### 主題曲
片頭曲
- 「sofa」

作詞・作曲・歌 -  / 編曲 - 龜田誠冶
片尾曲
- 「CHERISH」

作詞 - AZU+eiliysh / 作曲 - KAZUHIKO MAEDA / 編曲 - TOHRU WATANABE & KAZUHIKO MAEDA / 歌 - AZU

### xxxHOLiC・籠

為單行本第17卷（2010年4月23日發售，東立出版的中文版為2010年10月20日發售）初回限定版該捆的續編OAD。作為預約宣傳活動等待下載和郵件雜誌送信。

#### 登場人物
- 教授 - 田中秀幸
- - 八十川真由野
- - 星野充昭
- 女性 - 大原沙耶香

#### 製作人員
- 原作 - 『XXXHOLiC』CLAMP（講談社連載）
- 企劃 - 松下卓也、伊香淳一
- 監督 - 水島努
- 劇本 - 大川七瀬（CLAMP）
- 人物設計·總作畫監督 - 黄瀬和哉
- 作畫監督 -
- 美術監督 - 小倉宏昌
- 撮影監督 - 小西庸平
- 小物設定 - 植田実
- 美術設定 - 荒井和浩
- 動畫檢査 - 吉田一枝
- 色彩設定 - 佐藤真由美
- 編集 - 植松淳一
- 音響監督 - 若林和弘
- 音楽 - S.E.N.S.Project
- 動畫制作 - Production I.G
- 製作 - 講談社

#### 主題曲
片尾曲

作詞・作曲・歌 - 

### xxxHOLiC・籠 徒夢
為單行本第19卷（2011年3月9日銷售）初回限定版該捆的第3期OAD。

#### 登場人物
- 百目鬼篠 - 田中敦子

百目鬼靜的母親。
- 妖怪 - 井上剛
- 壹原侑子 - 大原沙耶香

#### 製作人員
- 主要人員與xxxHOLiC・籠的相同。
- 企劃 - 松下卓也、森田浩章
- 監督 - 水島努
- 劇本 - 大川七瀬（CLAMP）
- 人物設計·總作畫監督 - 黄瀬和哉
- 作畫監督 - 、黑岩裕美

#### 主題曲
片頭曲
- （專輯『SMILE』收錄）

作詞・作曲・歌 - スガシカオ
片尾曲
- （專輯『Tears』收錄）

作詞・作曲・歌 - Tiara

## 小說
×××HOLiC ANOTHERHOLiC 藍氏Ｃ型視力環
西尾維新老師與CLAMP合作的小說短篇集。第一話於6月24日在文藝雜誌「MOOK」刊載。
1. 未染癮者   被改編為TV動畫版第17話
2. 即染癮者
3. 戒癮者

### 登場角色
芹澤施工
四月一日和小葵的同學。
櫛村塗繪
受到衝動的慾望苦惱的上班族。
日陰寶石
散佈謠言的大學生。
鹿阪呼吸
交通意外過世的大學生。
化町婆娑羅
來歷不明的物理學者。

## 遊戲
PlayStation 2 遊戲『xxxHOLiC 〜四月一日の十六夜草話〜』（日語：ほりっく わたぬきのいざよいそうわ）。2007年8月9日在日本正式公開發行。12歲以上對象玩家適用。

## 電視劇
《CLAMPドラマ　ホリック xxxHOLiC》是由日本著名創作團體CLAMP 的人氣暢銷作品「xxxHOLiC」改編而成的特攝電視劇。自2013年2月24日開始，於每週星期日23:00-23:30（日本時間）以每集30分鐘的形式，在日本收費頻道WOWOWオンライン播出。
首集『縁』加長至45分鐘免費播放；第二集播放時間順延15分鐘，時間為23:15-23:45（日本時間）。全劇共8集，於同年4月14日放映完畢。
擔任真人版主角的兩位演員－杏和東出昌大更於劇集結束後兩年（2015年）正式註冊結婚，成為一時佳話。

### 登場人物
- 壹原侑子 - 杏
- 四月一日君尋 - 染谷將太（幼少期：小山颯）
- 百目鬼靜 - 東出昌大
- 九軒葵 - 宮崎香蓮（幼少期：原菜乃華）
- 醫師 - 竹中直人
- 女郎蜘蛛 - 安達祐實
- 全露 - 川島鈴遥 / 多露 - 畠山紬（日语：畠山紬）
- 雨童女 - 森川葵
- 四月一日的母親 - 河井青葉（日语：河井青葉）
- アヤカシ（妖怪）- 飯島緋梨（日语：飯島緋梨）

### 製作人員
- 原始 - CLAMP“xxxHOLiC”（講談社）
- 劇本・監督 - 豐島圭介、繼田淳
- 音樂 - 森野信彥
- 主題歌 - 菅止戈男“アイタイ”（SPEEDSTAR RECORDS）
- 片尾曲 - chay（日语：Chay）“You tell me”（日本華納音樂）
- 攝影監督 - 長野泰隆（日语：長野泰隆）（日本映畫撮影監督協會（日语：日本映画撮影監督協会））
- 助監督 - 井上雄介
- 視覺特效 - 肇石田
- 服飾指導 - 一ツ山佳子（FEMME）
- 特技化妝 - 穎川悅子
- 監製 - 片桐大輔，松永綾，中林睦子
- 製作 - WOWOW

### 播放日程
| 各話   | 播放日期      | 日文標題 | 中文標題 | 腳本            | 演出     |
| ------ | ------------- | -------- | -------- | --------------- | -------- |
| 第1話  | 2013年2月24日 |          | 緣       | 継田淳          | 豊島圭介 |
| 第2話  | 2013年3月3日  |          | 對價     | 継田淳          | 豊島圭介 |
| 第3話  | 2013年3月10日 |          | 百物語   | 豊島圭介 継田淳 | 豊島圭介 |
| 第4話  | 2013年3月17日 |          | 天使     | 豊島圭介 継田淳 | 継田淳   |
| 第5話  | 2013年3月24日 |          | 繡球花   | 継田淳          | 継田淳   |
| 第6話  | 2013年3月31日 |          | 女郎蜘蛛 | 豊島圭介 継田淳 | 豊島圭介 |
| 第7話  | 2013年4月7日  |          | 向日葵   | 継田淳          | 豊島圭介 |
| 最終話 | 2013年4月14日 |          | 蝶       | 継田淳          | 豊島圭介 |

## 真人版電影
主條目：×××HOLiC (電影)

## 外部連結
- （日語）WOWOW 電視劇官方網站 （页面存档备份，存于）
- （日語）電視動畫「xxxHOLiC」官方網站 （页面存档备份，存于）
- （日語）電視動畫「xxxHOLiC◆継」官方網站 （页面存档备份，存于）
- （日語）「xxxHOLiC 春夢記」、「TSUBASA 春雷記」 OAD官方網站 （页面存档备份，存于）
- （日語）「xxxHOLiC 〜四月一日的十六夜草話〜」PS2 遊戲官方網站 （页面存档备份，存于）